# 筑波大学アイソトープ環境動態研究センター環境動態予測部門

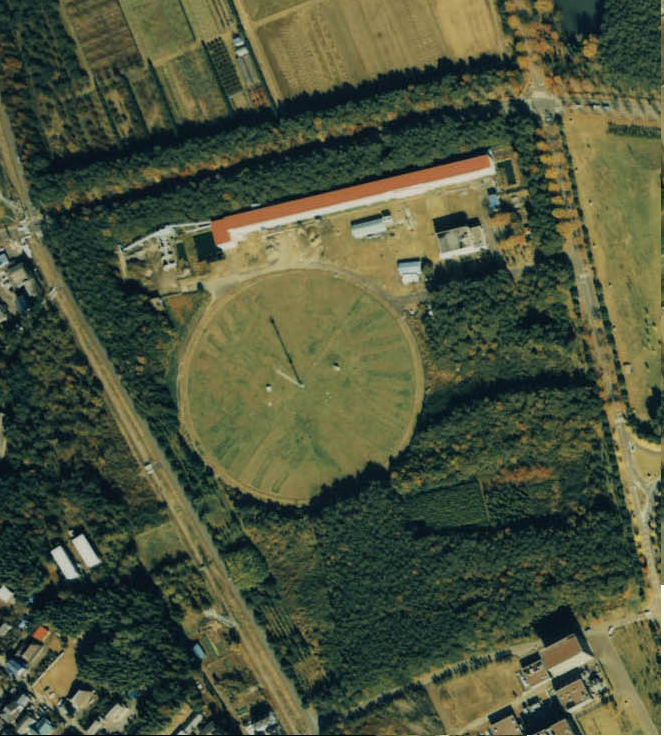
筑波大学アイソトープ環境動態研究センター環境動態予測部門（1990年、撮影当時は筑波大学水理実験センター）
写真の円形の部分が熱収支・水収支観測圃場、その上方に見える赤い屋根の建物が大型水路施設。

筑波大学アイソトープ環境動態研究センター環境動態予測部門（つくばだいがくアイソトープかんきょうどうたいけんきゅうセンターかんきょうどうたいよそくぶもん、英語: Center for Research in Isotopes and Environmental Dynamics、CRiED）は、茨城県つくば市の筑波大学筑波キャンパスにある地形学、気象学、水文学、生態学に関する研究・教育を行っている施設である。
旧称は筑波大学陸域環境研究センター（つくばだいがくりくいきかんきょうけんきゅうせんたー、英語: Terrestrial Environment Research Center, University of Tsukuba）で、略称は「TERC」、「陸域」であった。

## 沿革
筑波大学が設置される際に造られた、いくつかの大型研究施設の一つである。前身校である東京教育大学理学部の地理学教室が取り組んでいた実験的な河川地形研究や気象・水文観測を行う施設として水理実験センター（すいりじっけんせんたー、英語表記：Environmental Research Center）が1975年に設立された。日本最大級の長さ160m、幅4mの水路と、気象・水文観測施設である直径160mの圃場と観測塔が建設された。
2000年4月に改組が行われ、陸域環境研究センターとなった。継続的な熱収支、水収支観測が行われており、そのデータは公開されている。さらに2012年（平成24年）12月1日に筑波大学アイソトープ総合研究センターに陸域環境研究センターが機能統合される形で新設された「筑波大学アイソトープ環境動態研究センター」の環境動態予測部門となった。

## 施設
研究室棟のほか、以下の施設がある。

### 熱収支・水収支観測圃場
直径160mの圃場で、自然草地の状態が維持されている。圃場の中心に超音波を発して風向・風速・風と地面の摩擦係数・熱輸送量等を測定する高さ30mの鉄塔が建っている。鉄塔で観測されたデータは研究棟の集録室に転送され、5分おきにアイソトープ環境動態研究センター環境動態予測部門の公式ウェブサイトで公開している。

### 大型水路施設
1978年にミニチュア実験装置では再現できなかった河川地形を実物大で再現するため、造船会社に依頼して建設された。長さ160m、幅4m、重量250tで、この装置により洪水を引き起こしやすい交互砂州の形成条件が明らかとなった。河川地形の実験のほか、海に見立てて実験を行うこともある。

## アクセス
- つくば駅（つくばセンター）6番バス乗り場より関東鉄道[C10]「筑波大学循環」乗車、「虹の広場」停留所下車
2013年8月9日までバス停留所名は「陸域環境研究センター前」であったが、現部門名は採用されなかった。

## 関連人物
- 池田宏 (地形学者)
- 小野有五 - 元・水理実験センター助手